# هيليفي رومبين
هيلفي رومبين شين (بالسويدية: Hillevi Rombin)‏ (14 سبتمبر 1933 - 19 يونيو 1996) ممثلة سويدية وحاملة لقب ملكة جمال سابقة بعدما توجت بمسابقة ملكة جمال السويد 1955 وتعتبر رابع ملكة جمال الكون 1955، في عام 1996 توفيت هيليفي لتصبح أول حاملة لقب ملكة جمال الكون تفارق الحياة.
وقد توفيت هي وزوجها وأحد أبنائهما في حادث تحطم طائرة في عام 1996 ، نتيجة فشل المحرك بعد فترة وجيزة من إقلاعها. كانت تبلغ من العمر 62 سنة وأول ملكة جمال الكون. وقد دفنت هي وزوجها وابنها معا في مقبرة ويستوود فيلدج ميموريال بارك.

## مسيرتها

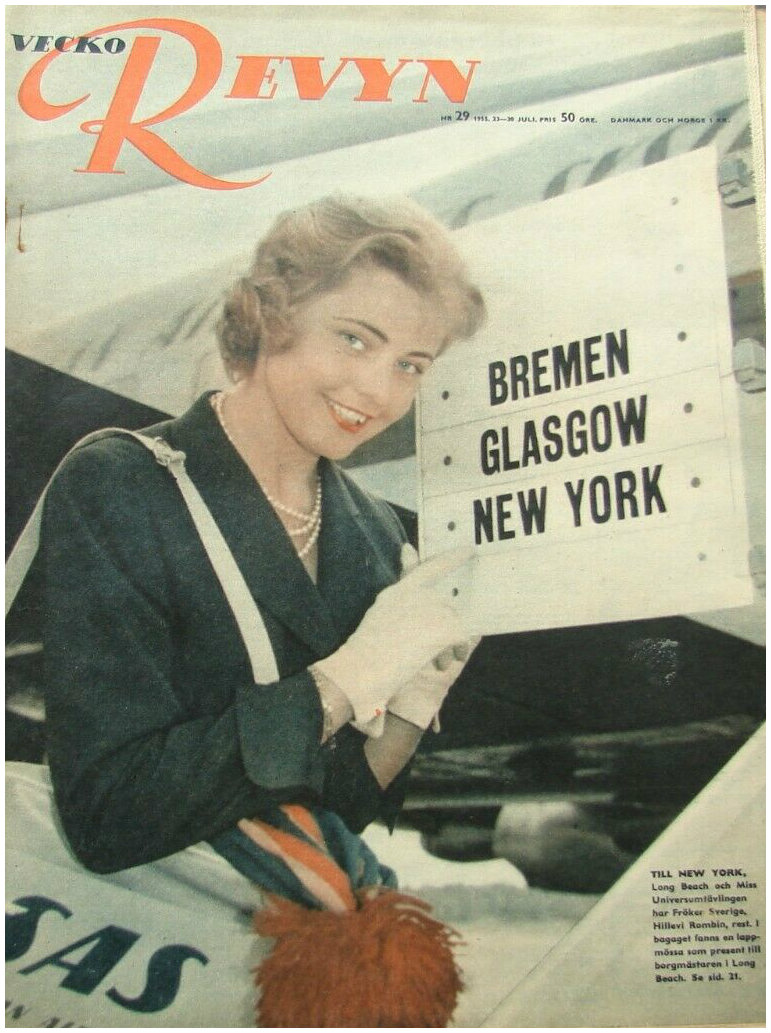
هيلفي رومبين فيكورفين

نشأت في أوبسالا ، أوبلاند ، وكانت بطلة العشاري الوطنية السويدية قبل أن تشارك في المسابقة. رياضي ، برعت في الجمباز ، سباقات المضمار والميدان ، والتزلج على المنحدرات. بعد فوزها في مسابقة ملكة جمال ، غادرت السويد متوجهة إلى هوليوود للوفاء بعقدها التمثيلي مع يونيفرسال بيكتشرز ، وهو جزء من حزمة جائزة ملكة جمال الكون. درست التمثيل مع جون جافين وكلينت ايستوود وباربرا إيدن ، من بين الممثلين المتعاقدين الآخرين. وضعتها يونيفرسال في فيلمين ، بسطر واحد أو سطرين فقط ، لمنحها بعض العرض والخبرة ظهرت في أدوار الصغيرة في فيلم قصة بيني غودمان (1955) وفي فيلم اسطنبول (1957) ظهرت كمضيفة طيران بالقرب من نهاية الفيلم.

## روابط خارجية
- هيليفي رومبين على موقع IMDb (الإنجليزية)
- هيليفي رومبين على موقع قاعدة بيانات الأفلام السويدية (السويدية)
- هيليفي رومبين على موقع كينوبويسك (الروسية)

- Hillevi Rombin at فايند أغريف
- Picture as Miss Universe
- هيليفي رومبين في قاعدة بيانات الأفلام على الإنترنت
- "The Official Hillevi Rombin Website"